# 41 دافني
دافني (أو 41 دافني وفق تسمية الكوكب الصغير) (بالإنجليزية: 41 Daphne)‏ هو جسم داكن مُعتم الشكل وكويكب يقع ضمن حزام الكويكبات الرئيسي؛ وهو الكويكب الحادي والأربعون من حيث ترتيب الاكتشاف. يبلغ قطره حوالي 174 كم، ومن المرجح ان تتكون بنيته من عنصر الكاربون البدائي وبهذا يصنف ضمن الكويكبات نوع (c) الكاربونية.
يعتبر دافني من الكويكبات التي قد حوت على محاليل مائية سابقاً، وكشف عن هذه النظرية بواسطة التحليل الضوئي لسطح الكويكب.
ادت الدراسات المدارية غير الدقيقة إلى الاختلاط في الحسابات بينه وبين الكويكب 56 ميليت، لكن تأكد صحة المعطيات المأخوذة حول الكويكب بعد ان شوهد للمرة الثانية بعد ستة سنوات من اكتشافه وذلك في 31 أغسطس 1862.
يمتلك رنبن مداري 9:22 مقارنة مع الرنين المداري للمريخ، أي ان الكويكب يدور 9 دورات حول الشمس في مقابل 22 دورة لكوكب المريخ!
في عام 1999 حصلت ثلاث ظواهر كسوف لنجوم مر 41 دافني امامها.
اكتشف هرمان غولدشميت هذا الكويكب في الثاني والعشرين من مايو سنة 1856؛ وأسماه دافني، على اسم حورية تحولت إلى شجرة غار وفق قصة رويت في الأساطير الإغريقية.